# 盤山県
盤山県（ばんさん-けん）は中華人民共和国遼寧省盤錦市に位置する県。

## 歴史
1906年（光緒32年）、清朝により設置され盤山庁を前身とする。中華民国が成立すると1913年（民国2年）に盤山県と改称された。1970年に盤山区とされたが、1975年に再び盤山県と改称され現在に至る。

## 行政区画
3街道弁事処、10鎮を管轄する。
- 街道弁事所：太平街道、高升街道、得勝街道
- 鎮：沙嶺鎮、胡家鎮、石新鎮、東郭鎮、羊圏子鎮、古城子鎮、壩墻子鎮、陳家鎮、甜水鎮、呉家鎮

## 交通

### 鉄道
- 中国国家鉄路集団
  - 盤錦北駅 - 京哈線、盤営旅客専用線の接続駅

### 道路
- 高速道路
  -  京哈高速道路
  -  丹錫高速道路
  -  奈営高速道路（中国語版）
- 国道
  -  G102国道
  -  G305国道（中国語版）